# Faro (Buenos Aires)
Faro es una localidad argentina, del partido de Coronel Dorrego, en la provincia de Buenos Aires.

## Población
Cuenta con 23 habitantes (Indec, 2022), lo que representa un incremento frente a los 20 habitantes (Indec, 2010) del censo anterior.
| Gráfica de evolución demográfica de Faro entre 1991 y 2022 |
|                                                            |
| Fuente: Censos nacionales del INDEC                        |

## Toponimia
Su denominación está originada en la luz que recibe del Faro Recalada ubicado a 33 km en el Partido de Monte Hermoso.

## Ubicación
23 km de Coronel Dorrego, 15 km por camino de tierra y 8 km pavimentados por Ruta Nacional 3.

## Antecedentes
El 14 de diciembre de 1911 es habilitada la estación Faro correspondiente al FCSud.
Los primeros pobladores, relacionados con la actividad agropecuaria, construyeron las primeras viviendas y ello dio lugar a la instalación de algunos comercios de ramos generales, entre ellos el de Herminio Fernández, quien también impulsó la educación pública.
El Club Atlético Faro y la Escuela Nº13 "Mariano Moreno" canalizan las actividades de los lugareños. El ferrocarril contribuyó al mayor auge en la localidad: escuela, restaurante, cooperativa agraria, taller mecánico y de calzado, comisaría y hasta una telefónica. Llegando a tener 600 pobladores.
El despoblamiento inició tras la clausura del ramal durante el plan Larkin ejecutado por el radical Frondizi en 1960.
Su despoblameinto se aceleró con el cambio  de perfil de los campos que hoy están arrendados, con baja productividad y sin población joven. Los pobladores que aun quedan luchan por mantener el patrimonio histórico intacto, atraer alumnos a su escuela rural y no cobrar impuestos municipales.

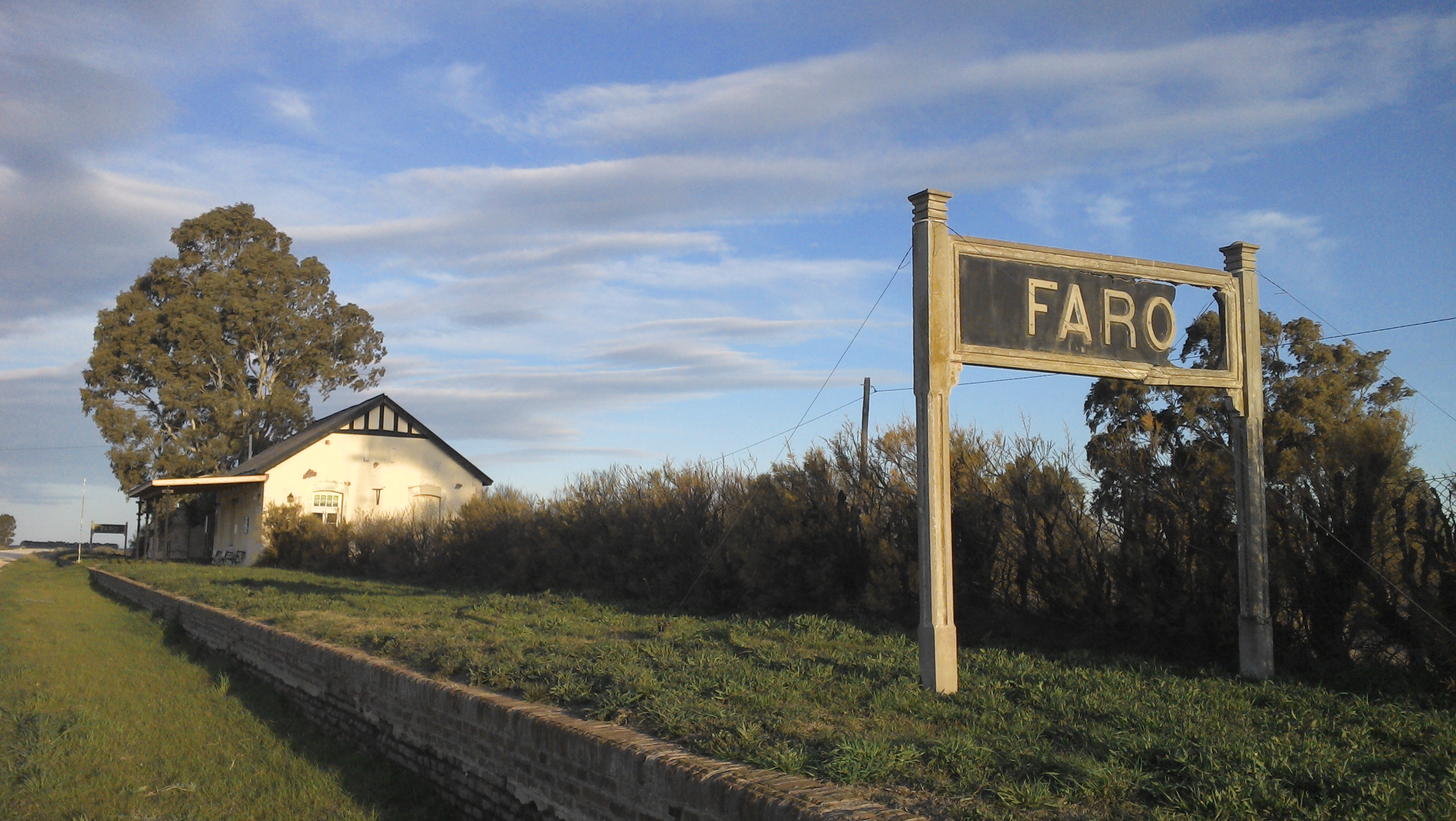
La estación conservada, pero sin sus vías.